# Faxinal do Soturno

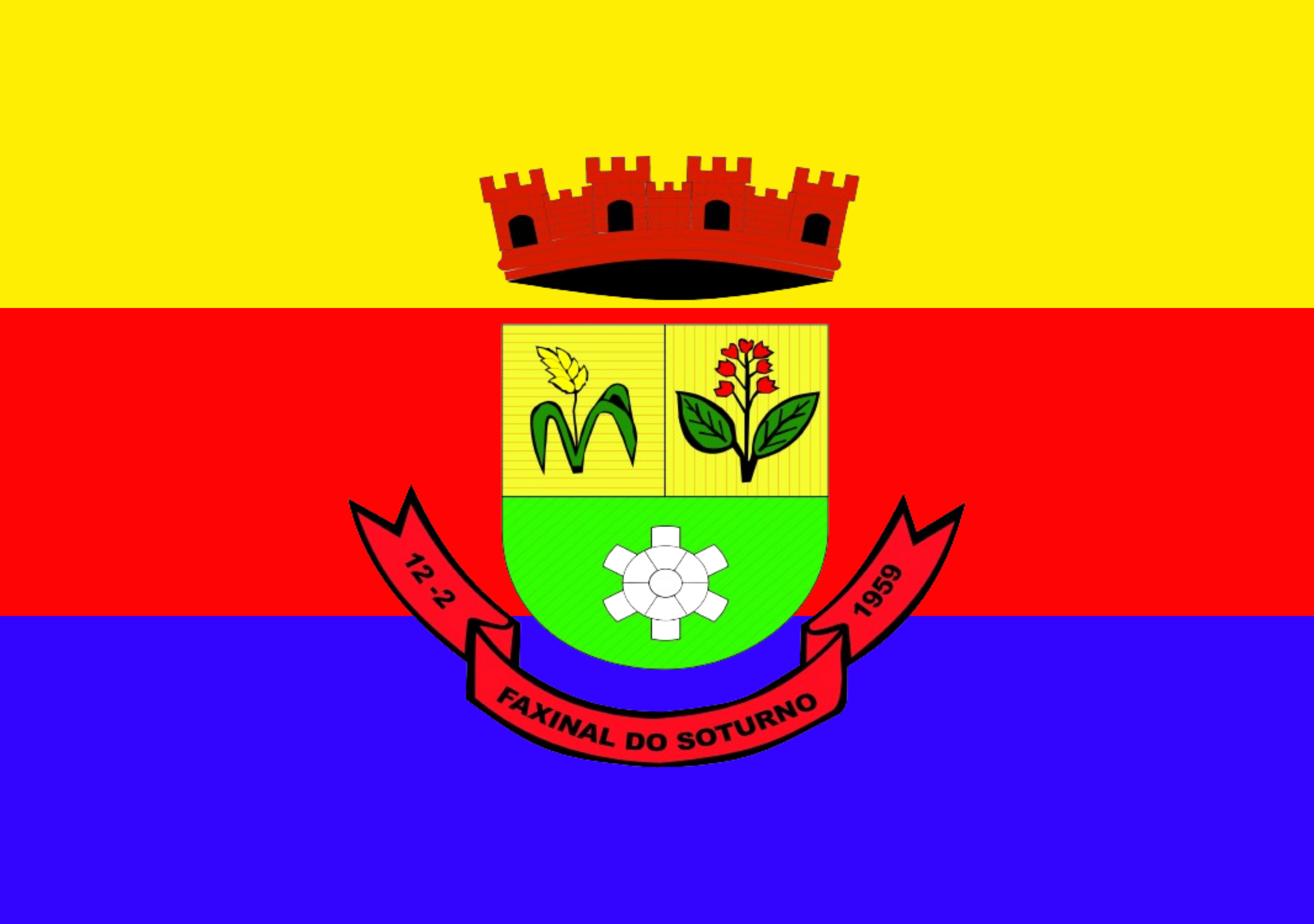
Drapeau de Faxinal do Soturno

Faxinal do Soturno est une municipalité brésilienne située dans l'État du Rio Grande do Sul.